# دنیا میخائیل
دنیا میخائیل (انگلیسی: Dunya Mikhail؛ زادهٔ ۱۹۶۵) شاعر آشوری‌تبار اهل عراق است.